# Polnische Meisterschaften im Naturbahnrodeln 2008
Die Polnischen Meisterschaften im Naturbahnrodeln 2008 fanden vom 22. bis 23. Dezember in Latsch in Südtirol (Italien) statt.

## Einsitzer Herren
| Rang | Name             | Klub                               | Jahrgang | Zeit 1.     | Zeit 2.     | Gesamt      |
| ---- | ---------------- | ---------------------------------- | -------- | ----------- | ----------- | ----------- |
| 1    | Damian Waniczek  | LKS Jastrząb Szczyrk               | 1981     | 1:06,49 min | 1:06,72 min | 2:13,21 min |
| 2    | Adam Jędrzejko   | KSS Beskidy Bielsko-Biała          | 1987     | 1:08,12 min | 1:08,55 min | 2:16,67 min |
| 3    | Łukasz Goryl     | ULKS Lipowiec Czechowice-Dziedzice | 1992     | 1:08,82 min | 1:08,68 min | 2:17,50 min |
| 4    | Damian Fender    | LKS Jastrząb Szczyrk               | 1991     | 1:08,82 min | 1:09,46 min | 2:18,29 min |
| 5    | Dominik Goryl    | ULKS Lipowiec Czechowice-Dziedzice | 1982     | 1:09,89 min | 1:09,18 min | 2:19,07 min |
| 6    | Andrzej Laszczak | LKS Jastrząb Szczyrk               | 1976     | 1:11,10 min | 1:09,66 min | 2:20,76 min |
| 7    | Dawid Jachnicki  | KSS Beskidy Bielsko-Biała          | 1991     | 1:12,89 min | 1:12,54 min | 2:25,43 min |
| 8    | Szymon Kubik     | UKS Sopotnia Mała                  | 1989     | 1:13,85 min | 1:13,42 min | 2:27,27 min |

## Einsitzer Damen
| Rang | Name               | Klub                               | Jahrgang | Zeit 1.     | Zeit 2.     | Gesamt      |
| ---- | ------------------ | ---------------------------------- | -------- | ----------- | ----------- | ----------- |
| 1    | Klaudia Chowaniec  | UKS Sopotnia Mała                  | 1991     | 1:13,31 min | 1:12,05 min | 2:25,36 min |
| 2    | Natalia Waniczek   | LKS Jastrząb Szczyrk               | 1991     | 1:14,47 min | 1:14,60 min | 2:29,07 min |
| 3    | Wioletta Ryś       | LKS Jastrząb Szczyrk               | 1992     | 1:17,01 min | 1:15,08 min | 2:32,09 min |
| 4    | Dagmara Bednarczyk | KSS Beskidy Bielsko-Biała          | 1993     | 1:20,11 min | 1:16,53 min | 2:36,64 min |
| 5    | Patrycja Jachnicka | KSS Beskidy Bielsko-Biała          | 1992     | 1:21,11 min | 1:21,13 min | 2:42,24 min |
| 6    | Klaudia Lamus      | KSS Beskidy Bielsko-Biała          | 1990     | 1:20,14 min | 1:24,12 min | 2:44,36 min |
| 7    | Monika Sikora      | ULKS Lipowiec Czechowice-Dziedzice | 1989     | 1:21,23 min | 1:23,45 min | 2:44,68 min |

## Doppelsitzer
| Rang | Namen                            | Klub                                   | Jahrgang  | Zeit 1.     | Zeit 2.     | Gesamt      |
| ---- | -------------------------------- | -------------------------------------- | --------- | ----------- | ----------- | ----------- |
| 1    | Andrzej Laszczak Damian Waniczek | LKS Jastrząb Szczyrk                   | 1976 1981 | 1:11,13 min | 1:11,27 min | 2:22,40 min |
| 2    | Adam Jędrzejko Dawid Jachnicki   | KSS Beskidy Bielsko-Biała              | 1987 1991 | 1:15,12 min | 1:15,33 min | 2:30,45 min |
| 3    | Szymon Kubik Damian Fender       | UKS Sopotnia Mała LKS Jastrząb Szczyrk | 1989 1991 | 1:18,02 min | 1:16,32 min | 2:34,34 min |
| 4    | Dominik Goryl Łukasz Goryl       | ULKS Lipowiec Czechowice-Dziedzice     | 1982 1992 | 1:19,32 min | 1:15,99 min | 2:35,31 min |

## Mannschaft
| Rang | Namen                            | Klub                                   | Jahrgang  | Zeit        | Punkte |
| ---- | -------------------------------- | -------------------------------------- | --------- | ----------- | ------ |
| 1    | Natalia Waniczek                 | LKS Jastrząb Szczyrk                   | 1991      | 1:14,47 min | 88     |
| 1    | Damian Waniczek                  | LKS Jastrząb Szczyrk                   | 1981      | 1:06,49 min | 88     |
| 1    | Andrzej Laszczak Damian Waniczek | LKS Jastrząb Szczyrk                   | 1976 1981 | 1:11,13 min | 88     |
| 2    | Klaudia Chowaniec                | UKS Sopotnia Mała                      | 1991      | 1:12,05 min | 86     |
| 2    | Adam Jędrzejko                   | KSS Beskidy Bielsko-Biała              | 1987      | 1:08,12 min | 86     |
| 2    | Adam Jędrzejko Dawid Jachnicki   | KSS Beskidy Bielsko-Biała              | 1987 1988 | 1:15,12 min | 86     |
| 3    | Wioletta Ryś                     | LKS Jastrząb Szczyrk                   | 1992      | 1:15,08 min | 80     |
| 3    | Damian Fender                    | LKS Jastrząb Szczyrk                   | 1991      | 1:08,83 min | 80     |
| 3    | Szymon Kubik Damian Fender       | UKS Sopotnia Mała LKS Jastrząb Szczyrk | 1989 1991 | 1:16,32 min | 80     |
| 4    | Natalia Gagatek                  | ULKS Lipowiec Czechowice-Dziedzice     | 1988      | –           | 53     |
| 4    | Łukasz Goryl                     | ULKS Lipowiec Czechowice-Dziedzice     | 1992      | 1:08,68 min | 53     |
| 4    | Dominik Goryl Łukasz Goryl       | ULKS Lipowiec Czechowice-Dziedzice     | 1982 1992 | 1:15,99 min | 53     |